# Recopa de la Concacaf 1998
La Recopa de 1998 contó con solo con la participación de equipos de Centroamérica.
El torneo fue abandonado por tercera edición consecutiva, aunque en esta ocasión solo se llegó a efectuar la fase clasificatoria en Centroamérica.
Fue la última edición de la Recopa de la Concacaf.

## Zona Centroamericana

### Grupo A
| Equipo               | PJ | PG | PE | PP | GF | GC | Dif. | Pts. |
| -------------------- | -- | -- | -- | -- | -- | -- | ---- | ---- |
| Águila               | 6  | 4  | 1  | 1  | 11 | 3  | +8   | 13   |
| Suchitepéquez        | 5  | 4  | 0  | 1  | 9  | 3  | +6   | 12   |
| Municipal            | 5  | 1  | 2  | 2  | 2  | 5  | -3   | 5    |
| Juventus Orange Walk | 6  | 0  | 1  | 5  | 2  | 13 | -11  | 1    |

| Equipo 1             | Resultado | Equipo 2             |
| -------------------- | --------- | -------------------- |
| Suchitepéquez        | 2-0       | Águila               |
| Águila               | 1-0       | Suchitepéquez        |
| Suchitepéquez        | 1-0       | Municipal            |
| Águila               | 3-0       | Municipal            |
| Municipal            | 1-1       | Águila               |
| Juventus Orange Walk | 0-0       | Municipal            |
| Municipal            | 1-0       | Juventus Orange Walk |
| Suchitepéquez        | 3-2       | Juventus Orange Walk |
| Águila               | 3-0       | Juventus Orange Walk |
| Juventus Orange Walk | 0-3       | Águila               |
| Juventus Orange Walk | 0-3       | Suchitepéquez        |
| Municipal            | w.o.      | CSD Suchitepéquez    |

### Grupo B
| Equipo    | PJ | PG | PE | PP | GF | GC | Dif. | Pts. |
| --------- | -- | -- | -- | -- | -- | -- | ---- | ---- |
| Diriangén | 0  | 0  | 0  | 0  | 0  | 0  | 0    | 0    |
| Herediano | 0  | 0  | 0  | 0  | 0  | 0  | 0    | 0    |
| Platense  | 0  | 0  | 0  | 0  | 0  | 0  | 0    | 0    |
| Tauro     | 0  | 0  | 0  | 0  | 0  | 0  | 0    | 0    |

- Este grupo nunca se llegó a disputar.